# نووعثمانوو
نووعثمانوو (انگلیسی: Novousmanovo) یک شهرک در شهرستان بورزیانسکی باشقیرستان کشور روسیه است.